# Neeraj Chopra
Neeraj Chopra (in hindi: नीरज चोपड़ा; Panipat, 24 dicembre 1997) è un giavellottista indiano, campione olimpico a Tokyo 2020 e oro mondiale a Budapest 2023.

## Carriera
Neeraj Chopra ottiene il primo importante risultato a livello internazionale nel 2016, ai mondiali under 20 di Bydgoszcz, dove ottiene la medaglia d'oro facendo segnare il suo record personale con un lancio a 86,48 metri.
Nel 2017, vince l'oro ai campionati asiatici casalinghi di Bhubaneswar, con la misura di 85,23 metri che vale il record dei campionati. Partecipa poi alla sua prima rassegna mondiale a Londra: l'indiano termina 15° nel turno di qualificazione con il miglior lancio a 82,26 metri, non riuscendo ad approdare in finale per poco più di un metro.
Nel 2018, Chopra vince le medaglie d'oro ai Giochi del Commonwealth e ai Giochi asiatici, dove ottiene il record nazionale andando oltre gli 88 metri.
Nel 2021, Neeraj partecipa ai suoi primi Giochi Olimpici a Tokyo: nelle qualificazioni, Chopra centra il primo posto grazie al suo primo lancio a 86,65 metri. Nella finale del 7 agosto, l'indiano, con la seconda misura lanciata a 87,58 m, riesce a conquistare la medaglia d'oro, divenendo il primo rappresentante dell'India (e il primo asiatico) a trionfare in questa specialità dell'atletica. Chopra riporta una medaglia d'oro all'India nelle Olimpiadi per la prima volta da Pechino 2008. 
Nel 2022, a Stoccolma, fa registrare il suo personale a 89,94 metri. In luglio, partecipa alla rassegna mondiale di Eugene: Chopra ottiene la medaglia d'argento con la misura di 88,13 m, arrivando dietro al giavellotista di Grenada Anderson Peters (90,54 metri).
Nel 2023, l'indiano vince il suo primo oro mondiale a Budapest con il risultato di 88,17 metri, battendo di 35 centimetri il pakistano Nadeem al secondo posto. L'anno successivo arriva invece secondo ai Giochi olimpici di Parigi 2024, venendo battuto dallo stesso Nadeem.

## Palmarès
| Anno | Manifestazione               | Sede        | Evento                 | Risultato | Prestazione | Note                                     |
| ---- | ---------------------------- | ----------- | ---------------------- | --------- | ----------- | ---------------------------------------- |
| 2013 | Mondiali U18                 | Donec'k     | Lancio del giavellotto | 19º (q)   | 66,75 m     |                                          |
| 2015 | Campionati asiatici          | Wuhan       | Lancio del giavellotto | 9º        | 70,50 m     |                                          |
| 2016 | Giochi dell'Asia meridionale | Guwahati    | Lancio del giavellotto | Oro       | 82,23 m     |                                          |
| 2016 | Campionati asiatici U20      | Ho Chi Minh | Lancio del giavellotto | Argento   | 77,60 m     |                                          |
| 2016 | Mondiali U20                 | Bydgoszcz   | Lancio del giavellotto | Oro       | 86,48 m     | Miglior prestazione personale            |
| 2017 | Campionati asiatici          | Bhubaneswar | Lancio del giavellotto | Oro       | 85,23 m     | Record dei campionati                    |
| 2017 | Mondiali                     | Londra      | Lancio del giavellotto | 15º (q)   | 82,26 m     |                                          |
| 2018 | Giochi del Commonwealth      | Gold Coast  | Lancio del giavellotto | Oro       | 86,47 m     | Miglior prestazione personale stagionale |
| 2018 | Giochi asiatici              | Giacarta    | Lancio del giavellotto | Oro       | 88,06 m     | Record nazionale                         |
| 2021 | Giochi olimpici              | Tokyo       | Lancio del giavellotto | Oro       | 87,58 m     |                                          |
| 2022 | Mondiali                     | Eugene      | Lancio del giavellotto | Argento   | 88,13 m     |                                          |
| 2023 | Mondiali                     | Budapest    | Lancio del giavellotto | Oro       | 88,17 m     |                                          |
| 2023 | Giochi asiatici              | Hangzhou    | Lancio del giavellotto | Oro       | 88,88 m     |                                          |
| 2024 | Giochi olimpici              | Parigi      | Lancio del giavellotto | Argento   | 89,45 m     | Miglior prestazione personale stagionale |

## Altre competizioni internazionali
2018
- 6º in Coppa continentale ( Ostrava), lancio del giavellotto - 80,24 m

2022
- Oro all'Athletissima ( Losanna), lancio del giavellotto - 89,08 m
- Oro al Weltklasse Zürich ( Zurigo), lancio del giavellotto - 88,44 m
- Vincitore della Diamond League nella specialità del lancio del giavellotto

2023
- Oro al Doha Diamond League ( Doha), lancio del giavellotto - 88,67 m
- Oro all'Athletissima ( Losanna), lancio del giavellotto - 87,66 m
- Argento al Weltklasse Zürich ( Zurigo), lancio del giavellotto - 85,71 m
- Argento al Prefontaine Classic ( Eugene), lancio del giavellotto - 83,80 m

2024
- Argento al Doha Diamond League ( Doha), lancio del giavellotto - 88,36 m
- Argento all'Athletissima ( Losanna), lancio del giavellotto - 89,49 m
- Argento al Memorial Van Damme ( Bruxelles), lancio del giavellotto - 87,86 m

2025
- Argento al Doha Diamond League ( Doha), lancio del giavellotto - 90,23 m
- Oro al Meeting de Paris ( Parigi), lancio del giavellotto - 88,16 m